# Touka-Wendou
Pour les articles homonymes, voir Touka (homonymie).
Touka-Wendou est une localité située dans le département de Dori de la province du Séno dans la région Sahel au Burkina Faso.

## Géographie
La commune est traversée par la route nationale 23.